# Гурлитт, Корнелиус (учёный)
Корнелиус Густав Гурлитт (нем. Cornelius Gustav Gurlitt; 1 января 1850, Нишвиц — 25 марта 1938, Дрезден) — немецкий архитектор, историк культуры, теоретик искусства. Корнелиус Гурлитт известен в Германии и во всём мире как основоположник изучения искусства барокко, он является также основателем службы охраны исторических памятников в Саксонии. Входил в состав комиссии, проводившей в 1900 году в Дрездене первый в Германии «День охраны памятников культуры».
Внуком учёного был коллекционер произведений искусства, сохранивший многие шедевры живописи XX столетия, Корнелиус Гурлитт (1932—2014). Другие члены семьи Гурлитт также были известными деятелями наук и искусств: музыковед Вилибальд Гурлитт (1889—1963), художница Корнелия Гурлитт (1890—1919), историк искусства и арт-дилер Хильдебранд Гурлитт (1895—1956).

## Биография
Родился в семье художника Луиса Гурлитта и его супруги Элизабет, урождённой Левальд, сестры известной немецкой феминистки и писательницы Фанни Левальд. Мать Корнелиуса была еврейкой. Мальчик был третьим из семи детей в семье. Его крёстным отцом был родной дядя по отцу, известный композитор, теоретик музыки и тёзка Корнелиус Гурлитт. Ещё в юности Корнелиус решил стать архитектором.
Профессиональное образование Корнелиус получил в Берлинской строительной академии, в архитектурной мастерской Людвига Бонштедта (позднее работавшего в России). В 1868 году Корнелиус Гурлитт поступил в архитектурное бюро Эмиля фон Фёрстера в Вене. За этим последовали беспокойные годы в Штутгартском политехническом институте. Корнелиус добровольцем участвовал во Франко-прусской войне 1870—1871 годов, работал в архитектурных мастерских в Касселе и Дрездене.
В конце 1870-х годов Корнелиус начал заниматься историей искусства и архитектуры. Он публиковал многочисленные статьи и брошюры, читал лекции, посвящённые архитектуре Дрездена. Его неустанная приверженность городу, его истории и архитектурe привела к тому, что в 1878 году Гурлитту предложили должность ассистента в Дрезденском музее художественных ремёсел (Kunstgewerbemuseum), которую Гурлитт занимал до 1887 года.
В последующие три года выходит в свет первое из его наиболее значительных сочинений — «История барокко» (Geschichte des Barock) в 3-х томах. В 1888 году Корнелиус Гурлитт женился на Марии Герлах (1859—1949), дочери судьи Фердинанда Генриха Герлаха.
В 1889 году Корнелиус — приват-доцент Технического университета Берлин-Шарлоттенбург (Technischen Hochschule Berlin-Charlottenburg), затем — профессор истории техники в Техническом университете Дрездена. Как продолжатель дела профессора Рихарда Штехе он, после смерти последнего, продолжил и завершил инвентаризацию саксонских художественных ценностей (тетради 16-41), закончив её в 1923 году. В 1899 году Корнелиус занял должность действительного профессора, в следующем году был консультантом первого в Дрезденском университете кандидата на докторскую степень Германа Мутезиуса, в дальнейшем основателя функционализма в архитектуре. В 1904—1905, а затем в 1915—1916 годах, он являлся ректором Технического университета Дрездена.
С 1920 по 1926 год Гурлитт был президентом Союза немецких архитекторов (Bundes Deutscher Architekten, BDA), соучредителем которого он стал в 1903 году. В 1922 году он стал президентом-основателем Свободной академии городского строительства (Freien Akademie des Städtebaus). В это же время он продолжал писать труды по истории архитектуры. С приходом нацистов к власти в Германии он — первоначально симпатизировавший Адольфу Гитлеру — стал рассматриваться государством как полуеврей. В связи с этим, с кончиной учёного в 1938 году никакие официальные траурные мероприятия не проводились.
Корнелиус Гурлитт был похоронен рядом со своей дочерью Корнелией в дрезденском Йоханнисфридхофе (кладбище Святого Иоанна). С 1996 года часть его научного наследия находится в университетском архиве Дрезденского технического университета. Его имя носит улица на юге Дрездена. Его именем также названа улица в дортмундском районе Аплербек.

## Научное творчество
Корнелиус Гурлитт считается основоположником исторических исследований западноевропейского искусства эпохи барокко и основателем движения за сохранение саксонских памятников. Многие из работ Корнелиуса Гурлитта до настоящего времени не потеряли своей научной ценности. Корнелиус Гурлитт работал в тесном контакте с выдающимися художниками и теоретиками своего времени: Паулем Валло, Арно Хольцем, Максом Клингером, Альфредом Лихтварком.
В книге «История стиля барокко в Италии» (Geschichte des Barockstiles in Italien, 1887) Гурлит предвосхитил многие идеи Генриха Вёльфлина и одним из первых дал глубокий анализ этого стиля. В работе «Искусство и художники накануне Реформации: взгляд из Рудных гор» (Kunst und Künstler am Vorabend der Reformation: ein Bild aus dem Erzgebirge, 1890) Гурлитт трактовал особенности поздней готики (Spätgotik) в философско-культурологическом аспекте как «наивысшего выражения таинственной и сумеречной германской души». Труды Гурлитта открыли дискуссию на эту тему, за которой последовали исследования Августа Шмарзова, Яна Бялостоцкого и многих других.
Корнелиус Гурлитт «был пионером широкого исследования искусства XVII—XVIII веков. Он не только открыл ценность и своеобразие эпохи, он в значительной мере по-своему предопределил дальнейшее развитие представлений о сущности культурно-исторического процесса… У Г. Вёльфлина чисто искусствоведческое, формально-стилевое содержание понятия [барокко] развивалось в сторону культурологии вследствие своей абстрактности, а у К. Гурлитта оно с самого начала было добыто культурно-историческим путём». Такое же значение имеет большая поздняя работа Гурлитта «Август Сильный: княжеская жизнь во времена немецкого барокко» (August der Starke: Ein Fürstenleben aus der Zeit des deutschen Barock), которую он завершил в 1924 году. В этой работе Гурлитт раскрыл особенности эпохи через личность саксонского курфюрста и вывел понятие «человека барокко» в силу «особого существования личности и выдвижения личности на сверхличностную роль».

## Основные публикации
- Новый королевский придворный театр в Дрездене (Das neue königliche Hoftheater zu Dresden) (1878)
- Архитектура Средневековья (Baukunst des Mittelalters) (1884)
- История барокко, рококо и классицизма в Бельгии, Голландии, Франции и Англии (Geschichte des Barockstiles, des Rococo und des Klassicismus in Belgien, Holland, Frankreich, England) (1887—1889)
- В городском хозяйстве: беседы об искусстве, художественных промыслах и домашних интерьерах (Im Bürgerhause: Plaudereien über Kunst, Kunstgewerbe und Wohnungs-Ausstattung) (1888)
- Немецкие турниры, доспехи и вооружения XVI столетия (Deutsche Turniere, Rüstungen und Plattner des XVI. Jahrhunderts) (1889)
- Искусство и художники накануне Реформации: взгляд из Рудных гор (Kunst und Künstler am Vorabend der Reformation: ein Bild aus dem Erzgebirge) (1890)
- Andreas Schlüter (1891)
- Немецкое искусство XIX века. Его цели и свершения (Die Deutsche Kunst des Neunzehnten Jahrhunderts. Ihre Ziele und Thaten) (1899)
- Dresden (1900)
- Церкви (Kirchen) (1906)
- Konstantinopel (1908)
- Учебник городского строительства (Handbuch des Städtebaus) (1920)
- Описание старинных архитектурных и художественных памятников королевства Саксонии (Beschreibende Darstellung der älteren Bau- und Kunstdenkmäler des Königreichs Sachsen), тетради 16 (1894) — 41 (1923)
- Август Сильный: княжеская жизнь во времена немецкого барокко (August der Starke: Ein Fürstenleben aus der Zeit des deutschen Barock) (1924)
- Архитектура Константинополя (Die Baukunst Konstantinopels) (1925)